# Resolutie 441 Veiligheidsraad Verenigde Naties
Resolutie 441 van de Veiligheidsraad van de Verenigde Naties werd met veertien stemmen tegen nul aangenomen op 30 november 1978. De Volksrepubliek China nam niet deel aan de stemming. De resolutie verlengde de UNDOF-waarnemingsmacht in de Golanhoogten met een half jaar.

## Achtergrond
Na de Jom Kipoeroorlog was Israël met Syrië ermee akkoord gegaan om de wapens neer te leggen. Een VN-waarnemingsmacht moest op de uitvoer van de twee gesloten akkoorden toezien. Tijdens de oorlog bezette Israël de Golanhoogten, die het in 1981 annexeerde.

## Inhoud
De Veiligheidsraad:
- Heeft het rapport van secretaris-generaal Kurt Waldheim over de VN-waarnemingsmacht overwogen.
- Beslist:
a. De partijen op te roepen resolutie 338 onmiddellijk uit te voeren.
b. Het mandaat van de waarnemingsmacht met zes maanden te verlengen, tot 31 mei 1979.
c. De secretaris-generaal te vragen tegen die tijd een rapport in te dienen over de ontwikkelingen.

## Verwante resoluties
- Resolutie 436 Veiligheidsraad Verenigde Naties
- Resolutie 438 Veiligheidsraad Verenigde Naties
- Resolutie 444 Veiligheidsraad Verenigde Naties
- Resolutie 446 Veiligheidsraad Verenigde Naties

Lijst ·  423 ·  424 ·  425 ·  426 ·  427 ·  428 ·  429 ·  430 ·  431 ·  432 ·  433 ·  434 ·  435 ·  436 ·  437 ·  438 ·  439 ·  440 ·  441 ·  442 ·  443